# Percopsiformes
Los Percopsiformes son un orden de peces marinos teleósteos del superorden paracantopterigios, entre los que se incluyen las llamadas trucho-percas y otros similares.
Forma del cuerpo parecida a la de las verdaderas percas, con aletas pélvicas (si tiene) por detrás de las aletas pectorales y con 3 a 8 radios blandos; en la aleta dorsal tiene espinas normalmente de poca dureza. Tienen seis hendiduras branquiales.
Aparecen por primera vez en el registro fósil en el Terciario temprano.

## Sistemática
Existen sólo tres familias encuadradas en dos subórdenes:
- Suborden Aphredoderoidei
  - Familia Amblyopsidae (Bonaparte, 1846) - peces de las cuevas.
  - Familia Aphredoderidae (Bonaparte, 1846) - perca pirata.

- Suborden Percopsoidei
  - Familia Percopsidae (Agassiz, 1850) - trucho-percas o percas falsas.